# Hendro Kartiko
Hendro Kartiko (Banyuwangi, 24 de abril de 1973) é um ex-futebolista indonésio, que atuava como goleiro.

## Carreira
Considerado baixo para um goleiro (mede 1,78 de altura), Kartiko atuou profissionalmente entre 1994 e 2012, tendo vestido as camisas de Persid Jember, Mitra Surabaya (posteriormente, renomeado Mitra Kukar), Persebaya Surabaya, PSM Makassar, PSPS Pekanbaru, Persija Jakarta, Arema Malang e Sriwijaya. Pelo PSM, foi campeão indonésio em 1999–2000, além de ter vencido a competição mais 2 vezes (2004, com o Persebaya Surabaya, e em 2010, pelo Sriwijaya).
Nas categorias de base, o goleiro defendeu Porsela Treblasala, Glemore Banyuwangi, Persewangi Banyuwangi e PS Unmuh Jember, entre 1989 e 1994. Aposentou-se em 2012, aos 39 anos.

## Internacional
Kartiko jogou 60 partidas pela Seleção Indonésia, entre 1996 e 2011 (é o sexto jogador que mais vezes atuou pelas Águias). Sua estreia foi na Copa da Ásia de 1996, substituindo o lesionado Kumia Sandy no empate em 2 a 2 com o Kuwait. Na edição seguinte, embora não tivesse evitado a eliminação na primeira fase, realizou boas atuações contra o Kuwait (empate em 0 a 0, chegando inclusive a ser comparado com o francês Fabien Barthez) e nas derrotas para a China (4 a 0) e a Coreia do Sul (3 a 0). Ainda participou da Copa da Ásia de 2004, que também encerrou na primeira fase para os indonésios.
Era o titular absoluto do gol indonésio até 2004, quando perdeu a vaga para outros atletas de sua posição mais jovens que ele. O goleiro só voltaria a defender a Indonésia em 2011 para 2 jogos, válidos pelas eliminatórias da Copa de 2014, contra Qatar e Irã - este último aos 38 anos de idade. O ponto alto de sua carreira internacional foi a medalha de bronze nos Jogos do Sudeste Asiático de 1999.

## Títulos
PSM Makassar
- Campeonato Indonésio: 1 (1999–2000)
- Ho Chi Minh City Cup: 1 (2001)

Arema Malang
- Copa da Indonésia: 2 (2005 e 2006)

Sriwijaya
- Campeonato Indonésio: 1 (2010)
- Copa da Indonésia: 2 (2008–09)]

Persebaya Surabaya
- Campeonato Indonésio: 1 (2004)
- Segunda Divisão Indonésia: 1 (2003)

Seleção Indonésia
- Indonesian Independence Cup: 2 (2000 e 2008)